# زابراني
زابراني هي قرية تقع في إقليم أراد في رومانيا. تبعد عن أراد 29 كم.

## السكان
حسب إحصائيات 2002 بلغ عدد سكان القرية 4,472 نسمة.